# Zavoia, Kărdjali
Zavoia (în bulgară Завоя) este un sat în comuna Kirkovo, regiunea Kărdjali,  Bulgaria. 

## Demografie
Componența etnică a satului Zavoia
     Bulgari (15,95%)
     Nicio identificare (84,04%)
     Altele (0%)
La recensământul din 2011, populația satului Zavoia era de 351 locuitori. Nu există o etnie majoritară, locuitorii fiind  și bulgari (15,95%). Pentru 84,04% din locuitori nu este cunoscută apartenența etnică.